# Park Soon-Ja
Park Soon-Ja, född den 3 januari 1966, är en koreansk landhockeyspelare.
Hon tog OS-silver i damernas landhockeyturnering i samband med de olympiska landhockeytävlingarna 1988 i Seoul.